# Sirsa (huyện)
Huyện Sirsa là một huyện thuộc bang Haryana, Ấn Độ. Thủ phủ huyện Sirsa đóng ở Sirsa. Huyện Sirsa có diện tích 4276 ki lô mét vuông. Đến thời điểm năm 2001, huyện Sirsa có dân số 1111012 người.